# Terapija z živalmi
Terapija z živalmi (ang. Animal-assisted therapy, AAT) je ciljno usmerjena pomoč, ki vključuje živali kot obliko terapije. Cilj te terapije je napredovanje pacientovega socialnega, čustvenega in telesnega delovanja. Terapevti, ki s seboj pripeljejo žival, so videti manj zastrašujoči, s čimer izboljšajo odnos pacienta in terapevta. Ta terapija je primerna predvsem za ljudi, ki imajo težave s komunikacijo in se pogosto lažje znajdejo na relaciji človek-žival, kakor pa v medčloveških odnosih. Pri vsaki terapiji poleg pacienta (ali več pacientov) in terapevta sodeluje še vodnik terapevtske živali. Na terapijah se izvajajo v naprej določene dejavnosti, ki so prilagojene udeleženim osebam.
V terapevtske namene se največkrat uporabljajo psi in konji, poleg tega pa tudi mačke, ptice, delfini, plazilci in celo ribe.

## Področja uporabe
Živali se lahko uporabljajo v ustanovah kot so zapori, domovi za ostarele, psihiatrične ustanove, bolnišnice, šole in tudi doma. Že sam stik s terapevtsko živaljo dokazano povzroči sproščanje endorfinov v kri. Prisotnost živali je razvedrilna, spodbuja ljudi k razmišljanju ter igri.

### Rehabilitacija zapornikov
Terapija z živalmi v zaporu se je na podlagi rezultatov raziskav in tudi v praksi izkazala kot zelo učinkovita. Že leta 1975 je socialni delavec zapornikom predstavil male živali, kot so ptice, ribe in skakači z namenom, da bi v njih izzval ljubeč odnos. Pri zapornikih so opazili da so se izboljšali njihovi medsebojni odnosi, zmanjšalo se je število pretepov in poskusov samomora, do ljubljenčkov pa jim je uspelo vzpostaviti ljubeč odnos. Psi, ki jih dajo v oskrbo zapornikom so po navadi rešeni pred evtanazijo in naloga zapornikov je, da jih učijo osnovnih ukazov. Psi s tem postanejo primerni za posvojitev. V ZDA izvajajo enega uspešnejših programov Psi za rešetkami (Puppies behind bars). Izkazal se je za uspešnega, saj so se zaporniki zelo izkazali pri treniranju psov, ki jih v pasjih šolah niso mogli ukrotiti. Zapornike, ki želijo sodelovati v takšnem programu prvo ocenijo, če so primerni za delo s psom, poleg tega pa se morajo udeležiti tudi predavanj o delu z živaljo. Za to delo so tudi plačani. Programi, ki vključujejo živali v rehabilitacijo zapornikov, dajo zapornikom smisel v življenju in prekinejo ponavljajoči vzorec osamljenosti in nasilnosti. Prisotnost psov v zaporih za zapornike pomeni priložnost za interakcijo z živim bitjem, ki ga ne zanima obsojenčeva preteklost in napake, ki so jih storili. Tako lahko vzpostavijo odnos, ki ni zastrupljen z obsojenčevimi preteklimi slabimi izkušnjami z ljudmi. Pomanjkljivosti, ki se lahko pojavijo pri tej vrsti terapije so lahko različne alergije, strahovi pred živalmi ter mnogi pravni problemi (preveč hrupa, neizpolnjevanja zdravstvenih predpisov).

### Pediatrična nega
Živali uspešno pomagajo avtističnim otrokom. Otrokom, ki so deležni te terapije se poveča samopodoba, socializacija in razvoj govora. Prav tako je zaznan napredek pri otrocih s čustvenimi in telesnimi problemi, predvsem pa pri zlorabljenih in zanemarjenih otrocih.Terapevti se zanašajo na tehnike kot so spremljanje otrokovega vedenja z živaljo, njihov ton glasu in posredno izpraševanje. Te tehnike se uporabljajo skupaj z otrokovim ljubljenčkom ali drugo živaljo, da bi pridobili informacije. Preden je lahko takšna terapija koristna, morata otrok in žival najprej med seboj razviti občutek udobja drug z drugim, kar je lažje doseči če je pri terapiji uporabljen lasten ljubljenček. Tehnika, ki se uporablja za pridobivanje najbolj koristnih informacij o žrtvinih izkušnjah je, da se otroku reči, da bi žival rada vedela, kako se počuti ali kaj se je zgodilo.

### Domovi za ostarele
Starejšim ljudem živali nudijo socialno interakcijo, izboljšujejo njihovo koncentracijo ter jim prinašajo zadovoljstvo in pomiritev. Ljudje se ob odhodu v dom za ostarele težko ločijo tudi od živali. Marsikomu so te predstavljale edino družbo in hkrati obveznost preko dneva. Vedno bolj se uvaja tudi miselnost, da je potrebno v okolja kot so bolnišnice in domovi za ostarele vnesti čim več elementov, ki so prisotni v domačem okolju. To pozitivno vpliva na počutje, hitrejšo prilagoditev, vključitev v novo okolje in posledično tudi na zdravje. Raziskave se pokazale, da so stanovalci v tistih domovih za ostarele, kjer so prisotne živali, manj napeti in zmedeni, veliko več je socialnega vedenja, zmanjšalo pa se je tudi število utrujenosti in depresij. Živali imajo zmožnost navdihniti in motivirati ljudi, da se lotijo konstruktivnih aktivnosti, ki se jih drugače nebi, hkrati pa so zadovoljene še potrebe po nežnosti in naklonjenosti. V nekem smislu predstavljajo nadomestne negovalce in tudi prijatelje. Starejši ljudje se v družbi živali razživijo, saj čutijo, kako se jim žival sproščeno približa, in uživajo njeno pozornost. Zavedajo se, da lahko tudi sami osrečijo žival. V nekaterih domovih omogočajo tudi, da človek s seboj v dom pripelje svojo žival.

## Tipi

### Terapija z delfini
Terapija z delfini (ang. Dolphin-assisted therapy, DAT) je alternativna metoda zdravljenja, kjer se lahko ljudje dotikajo delfinov, jih hranijo, z njimi plavajo ali jih celo jahajo. Pri tej terapiji sta vedno poleg pacienta prisotna še trener živali in terapevt. V zadnjem času je ta vrsta terapije postala zelo priljubljena, čeprav ni dokazano, da delfini neposredno bolje vplivajo na ljudi, kot ostale terapevtske živali. Poleg tega so te terapije zelo drage.
Izboljšati pomaga kognitivne, fizične in socialne veščine. Terapija bi naj pomagala ljudem z avtizmom, Downovim sindromom in cerebralno paralizo. Delfini postanejo v družbi otrok nežni, iniciativni, potrpežljivi in pozorni, na otroke pa vplivajo pomirjajoče. Otroci postanejo ob stiku z delfini bolj dostopni ter zadovoljni, poveča se jim pozornost. Vodno okolje deluje na osebe z avtizmom pomirjajoče ter jim da občutek breztežnosti in svobode. Prav tako domnevajo, da zvoki, ki jih delfini oddajo, proizvajajo vibracije, ki potujejo skozi človekovo telo in sinhronizirajo levo in desno možgansko hemisfero. 

### Terapevtsko jahanje
Terapevtsko jahanje je opredeljeno kot uporaba jahanja za izboljšavo drže, ravnotežja in mobilnosti med tem, ko se razvija terapevtska vez med bolnikom in konjem. Leta 1977 je Wolfgäng Heipertz razdelil terapevtsko jahanje na tri področja: hipoterapijo, pedagoško jahanje in športno jahanje s posebnimi potrebami. Prvi izraz se uporablja v medicini, v terapevtske namene, pedagoško jahanje kot vzgojno jahanje ter šport, kjer se je razvilo aktivacijsko jahanje. Hipoterapija pri otrocih z avtizmom poteka več ali manj skozi igro. Pogosto je v terapijo vključena tudi skrb za konja (krtačenje, hranjenje, čiščenje). Pri skrbi za konja je poudarek na ustvarjanju vezi z živaljo. Med krtačenjem konja postanejo gibi sproščeni, neposredna bližina konja pa zviša samozavest, pomaga odpraviti strah in ustvari globoko občuteno prijateljstvo.
Pri terapevtskem jahanju je nadvse pomembna tudi izbira terapevtskega konja. Najbolj so primerni tisti, ki so ujahani na glas. Otrok kmalu spozna, da se konj odzove na človeški glas in je tako motiviran, da vzpostavi besedno komunikacijo s konjem. Ti konji morajo biti med terapijo mirni in poslušni, ne glede na aktivnosti, ki jih jahač izvaja na konjevem hrbtu, v času jahanja. Kinestetična stimulacija, ki jo zagotavlja jahanje je edinstvena v primerjavi z generičnimi oblikami fizične terapije. Terapevti med samo terapijo nenehno menjavajo vaje, da vzdržujejo pacientovo pozornost, da se le-ta ne umakne v svoj svet.